# マーヴィン・ゲイ
マーヴィン・ペンツ・ゲイ・ジュニア（Marvin Pentz Gay Jr.、1939年4月2日 - 1984年4月1日）,職業的にはマーヴィン・ゲイ (Marvin Gaye) として知られている, は、アメリカ合衆国のミュージシャン、作曲家。
2010年発表の「ローリング・ストーンの選んだ歴史上最も偉大な100組のアーティスト」において第18位。

## 経歴
首都ワシントンD.C.にて、ペンテコステ派の説教師であった父マーヴィン・シニアと母アルバータ（旧姓クーパー）のもとに生まれる。出生名はマーヴィン・ペンツ・ゲイ・ジュニア（Marvin Pentz Gay, Jr.）。地元の教会で聖歌隊に参加したことがシンガーとしての第一歩である。歌と同時にピアノやドラムといった、いくつかの楽器の演奏技術も習得し、音楽の下地を養った。しかし、音楽に没頭するきっかけは、厳格な父による躾の範囲を越えた精神的虐待であった。これが後の彼の人生にトラウマとして遺ることとなった。
学業を終え、空軍に入隊・除隊した後にドゥーワップ・コーラスグループ「マーキーズ」の一員として活動を開始する。いくつかのグループを渡り歩くうちに実力をつけた彼は、公演先のデトロイトでモータウンレコードの社長であるベリー・ゴーディ・ジュニアにその才能を見出され、同レーベルでソロシンガーとしてのキャリアを踏み出すこととなる。このプロデビューの頃、姓の表記を「Gay」から「Gaye」に変更した。
モータウンに雇われた当初はドラマーとしても活動しており、同レーベルの優れたスタジオ・ミュージシャンとの親交を深めた。この経験はミュージシャンを効果的に起用することで、その技術を最大限に引き出す手法として生かされていくこととなる。特にベーシストであるジェームス・ジェマーソンは彼の作品に大きな貢献を果たし、数々の作品を生み出すこととなる。やがて、ソロシンガーとしていくつかの作品を出すうちに、少しずつシングルの売上も伸び始め、また、社長の実の姉であるアンナと結婚したことも弾みとなってか「悲しいうわさ」、「キャン・アイ・ゲット・ア・ウィットネス」、「プライド・アンド・ジョイ」「ハウ・スウィート・イット・イズ」「アイル・ビー・ドゴーン」などのヒット曲を生み出した。ナット・キング・コールの洗練とゴスペルの影響を受けたサム・クックやジャッキー・ウィルソンの力強さを兼ねそろえた彼の資質は、モータウン所属の歌手の中でも、高い人気を得ることとなった。
特に1960年代の中期で彼の人気を決定付けたのは、同レーベル所属歌手のタミー・テレルとのデュエットである。息の合った二人のデュエットは高い人気を誇り、「エイント・ノー・マウンテン・ハイ・イナフ」や「エイント・ナッシング・ライク・ザ・リアル・シング」「ユア・プレシャス・ラヴ」などの曲を数多く世に送り出した。また、69年にはソロとして「悲しいうわさ」の大ヒットを放った。
しかし、1970年にテレルが脳腫瘍により24歳で夭折したことがきっかけで、一時期音楽活動を休止してしまう。パートナーであった彼女の不在と共に、刻々と変化する時代に対する自分の音楽性に疑問を持ち始めたことも大きな要因であった。やがて、ベトナム戦争から復員してきた弟フランキーと再会したことをきっかけに、また新たな音楽性を示すこととなる。
1971年1月、シングル「ホワッツ・ゴーイン・オン」を発表。この曲の成功を受けて、同年5月に同名のアルバム『ホワッツ・ゴーイン・オン』を発表する。華麗で美しい楽曲と隙のない緻密なアレンジによる音楽性は絶賛を受け、シングル・カットされた「マーシー・マーシー・ミー」もヒットを記録する。アルバムには他に「イナー・シティ・ブルース」が収録されていた。音楽以上に人々に衝撃を与えたのは、このアルバムがベトナム戦争や公害、貧困といった社会問題を取り上げた歌詞と、それに対する苦悩を赤裸々に表現したマーヴィンの歌唱であった。当時、シングル盤が中心であった黒人音楽の世界に、一つのテーマ、特に社会情勢などを元にしたコンセプト・アルバムを制作することは画期的なことだった。またこのアルバムの内容についてモータウンは消極的な態度だったが、マーヴィン自身がセルフ・プロデュースという制作体制で望んだことも注目を集めた。自分の感じたままのことを干渉されずに作品にまとめ上げるというセルフ・プロデュースの姿勢は、同世代に活躍した黒人ミュージシャンに大きな影響を与えた。マーヴィンの行動に触発されたダニー・ハサウェイやスティーヴィー・ワンダー、カーティス・メイフィールドなどのアーティストが、より自分の才能で個人的世界を音楽に反映し、意欲的で充実した作品を生み出すことになった。彼らの音楽は「ニュー・ソウル」と呼ばれた。また、ニュー・ソウルは80年代のアレクサンダー・オニールら次世代の黒人アーティストにも受け継がれていった。

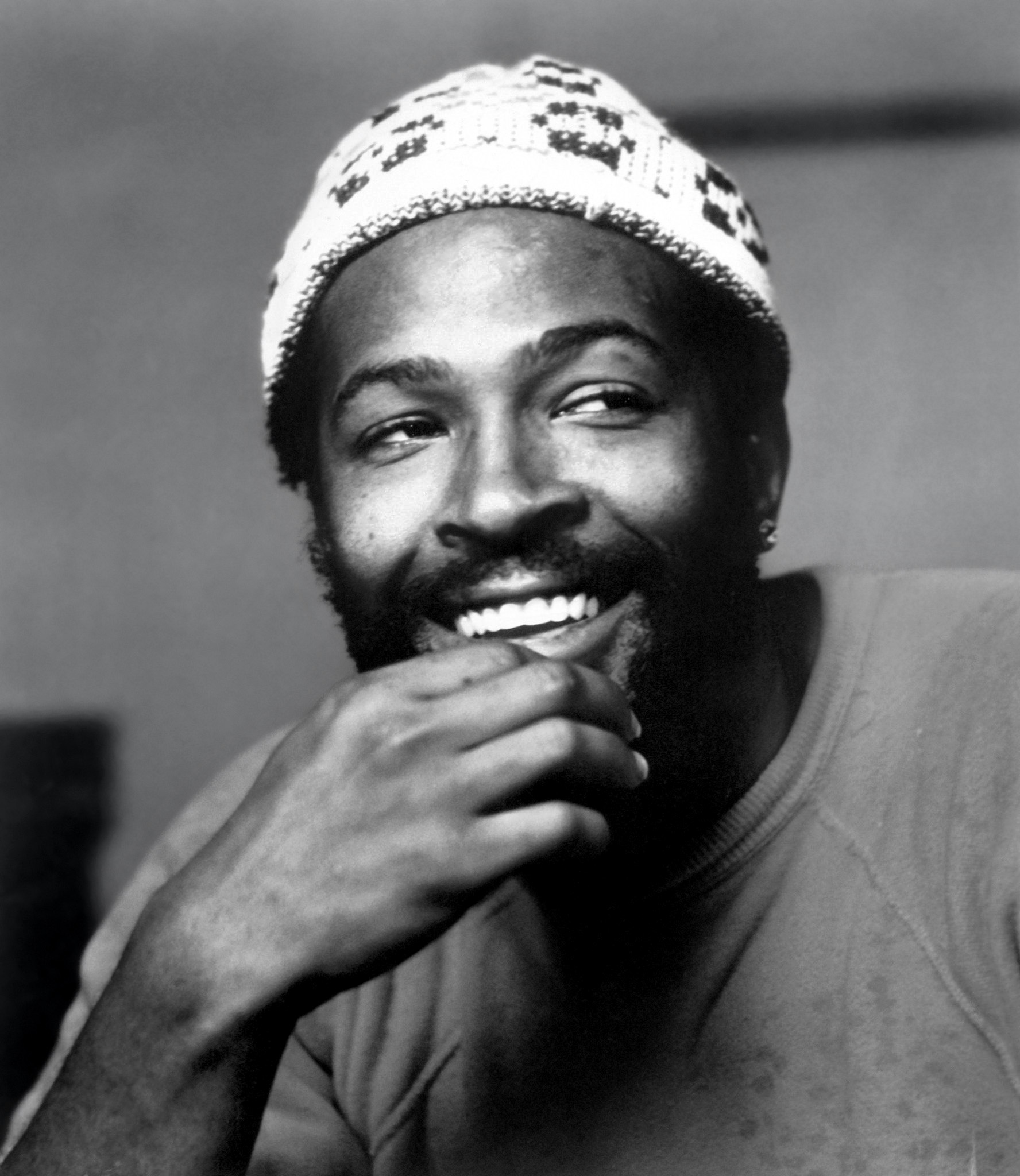
1973年撮影

マーヴィンは、より私小説的な内容の作品を数多く生み出していく。72年には同名映画のサウンドトラック『トラブル・マン』を発表。恋人への愛情と性への欲求を表現した『レッツ・ゲット・イット・オン』(1973）、孤独と愛への欲求を表した『アイ・ウォント・ユー』（1976）などの充実したアルバムが制作・発表された。だが、やがて先妻との泥沼の離婚調停や二度目の結婚生活の破綻、自身の薬物依存などが原因で、70年代後半は公私共に低迷していった。それでも77年にはディスコ風の「黒い夜」（Got to Give It Up）がビルボードのチャートの1位になった。その翌年に発表したアルバム『離婚伝説』（ Here, My Dear）は離婚の顛末を赤裸々に吐露したアルバムだった。ライターのマーク・ラパポートはこのアルバムを10年以上聴き続けたという。

## 復活と死
一度は破産などのどん底の状態にあったマーヴィンではあったが、彼の才能を惜しむ後援者が積極的に援助に回ってくれたことがきっかけとなり、途切れがちだった音楽活動も徐々に復調し始めた。1980年のモントルーでのライヴを皮切りに、1982年には移籍したCBSコロムビアより『ミッドナイト・ラヴ』をリリースする。ドイツのミュンヘンにてレコーディングがおこなわれ、シンセサイザーを使用した本作は発表と同時に評判を呼び、シングルカットされた「セクシャル・ヒーリング」も全米シングルチャートの3位を記録するヒットとなった。翌1983年には、マイケル・ジャクソンやスティーヴィー・ワンダーらを抑え、グラミー賞を受賞するなど健在振りを見せつけた。しかし、彼のキャリアで最大の成功を収めた本作が遺作となった。
1984年4月1日の12時半頃、自宅で両親の喧嘩を仲裁した際に父マーヴィン・シニアと口論になり、激昂した父が拳銃を発砲、至近距離から放たれた2発の弾がそれぞれ胸部と肩に命中し、病院に運ばれる前に死亡した。その日はマーヴィンの45回目の誕生日の前日だった。また、父が使用した拳銃は生前に息子からプレゼントされたものであった。4月5日には自宅前でマーヴィンの告別式が行われ、モータウン時代の盟友を含め1万人以上の人々が参列した。その後、父マーヴィン・シニアは裁判で故殺（w:Voluntary manslaughter）の認定を受け、判決で6年の執行猶予と5年の保護観察を言い渡され、1998年に肺炎で死去した。

## 評価
現在でも彼の作品に対する評価は高く、「アイ・ウォント・ユー」(1976)などは私生活の混乱やレコード会社よりアルバム制作のノルマを課せられていたことにより、リオン・ウェアが発表する予定であった楽曲をそのまま譲り受けたものであるが、その独特のコーラス・ワークなどは彼のオリジナリティと創造性が十二分に発揮されている。
そして、2015年にはチャーリー・プースがメーガン・トレイナーをフィーチャーして「Marvin Gaye」の名をタイトルに刻んだ曲を発表した。
映画『マトリックス』シリーズなどに出演した歌手・女優のノーナ・ゲイは娘である。

## ディスコグラフィ
| - 1971: What's Going On (#6 U.S.) - 1973: Let's Get It On (#2 U.S.) - 1973: Diana & Marvin (#5 UK) - 1974: Marvin Gaye Live! (#8 U.S.) - 1976: I Want You (#4 U.S.) - 1977: Live at the London Palladium (#3 U.S.) - 1982: Midnight Love (#7 U.S.; #10 UK) - 1994: The Very Best of Marvin Gaye (#3 UK) - 2000: Marvin Gaye: The Love Songs (#8 UK) | - 1963: "Pride and Joy" (US #10) - 1964: "How Sweet It Is (To Be Loved By You)" (US #6) - 1965: "I'll Be Doggone" (US #8) - 1965: "Ain't That Peculiar" (US #8) - 1967: "Your Precious Love" (US #5) - 1967: "If I Could Build My Whole World Around You" (US #10) - 1968: "Ain't Nothing Like the Real Thing" (US #8) - 1968: "You're All I Need to Get By" (US #7) - 1968: "I Heard It Through the Grapevine" (US #1; UK #1) - 1969: "Too Busy Thinking About My Baby" (US #4; UK #5) - 1969: "The Onion Song" (UK #9) - 1969: "That's The Way Love Is" (US #7) - 1970: "Abraham, Martin & John" (UK #9) - 1971: "What's Going On" (US #2) - 1971: "Mercy Mercy Me (The Ecology)" (US #4) - 1971: "Inner City Blues (Make Me Wanna Holler)" (US #9) - 1972: "Trouble Man" (US #7) - 1973: "Let's Get It On" (US #1) - 1974: "You Are Everything" (UK #5) - 1977: "Got to Give It Up" (US #1; UK #7) - 1982: "Sexual Healing" (US #3; UK #4) |

### 代表曲
- "I Heard It Through the Grapevine" （悲しいうわさ）
- "What's Going On" （ホワッツ・ゴーイン・オン）
- "Mercy Mercy Me" （マーシー・マーシー・ミー）- ロバート・パーマーが1990年にリリースした『Don't Explain』で、この曲と"I want you"を2曲メドレーにしてカバーしている。
- "Let's Get It On" （レッツ・ゲット・イット・オン）
- "Got to Give It Up" （黒い夜）
- "I Want You" （アイ・ウォント・ユー）

## 書籍
- 『マーヴィン・ゲイが聴こえる / Inner City Blues 』(著) 紺野 慧 Toshi Konno : ヤマハミュージックメディア
- 『マーヴィン・ゲイ物語 引き裂かれたソウル』 デイヴィッド・リッツ (著)、吉岡正晴 (翻訳) ISBN 4860203186

- 『ハーヴィー・フークワ　もうひとつのマーヴィン・ゲイ物語（ソウルサーチン R&Bの心を求めて　Vol.2 [電子書籍版]）』 吉岡正晴 (著)